# Vinaninony-Atsimo
Vinaninony-Atsimo is een plaats en commune in het centrum van Madagaskar, behorend tot het district Faratsiho, dat gelegen is in de regio Vakinankaratra. Tijdens een volkstelling in 2001 telde de plaats 32.195 inwoners.
De plaats biedt naast lager onderwijs ook middelbaar onderwijs aan. 89 % van de bevolking werkt als landbouwer en 10 % houdt zich bezig met veeteelt. Het belangrijkste landbouwproduct is rijst; andere belangrijke producten zijn tarwe en aardappelen. Verder is 1% actief in de dienstensector.